# 蒋英冬青
蒋英冬青（学名：Ilex tsiangiana）为冬青科冬青属的植物，为中国的特有植物。分布在中国大陆的云南等地，目前已由人工引种栽培。其名称源于植物学家蒋英。